# Tía Sandalia

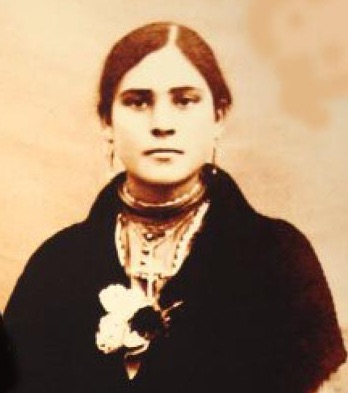
Catalina Sandalia Simón Fernández Verdugo, "Tía Sandalia" entre los 16 y los 18 años. Foto de boda c. 1920

Catalina Sandalia Simón Fernández Verdugo (Villacañas, Toledo 1902-1987), más conocida como Tía Sandalia, fue una artista española autodidacta, representativa del Arte naíf más popular. 

## Biografía
Sandalia Simón, "Tía Sandalia" era de origen muy humilde. Aunque su madre y sus hijos aprendieron a escribir, ella era completamente ágrafa. Durante su infancia y buena parte de su vida adulta vivió en un silo, la típica construcción subterránea de Villacañas. Casó entre los 16 y los 18 años y tuvo cinco hijos, uno de los cuales se suicidó cuando sólo contaba 18 años. Este episodio marcó el resto de su vida. En su juventud padeció frecuentes ataques de epilepsia. Fue siempre una mujer enormemente devota y, aunque era seglar, desde 1945 vistió regularmente hábito religioso.

## Obra
Tía Sandalia comenzó a hacer esculturas y pinturas para explicarles a sus hijos la Historia Sagrada. No tenía ninguna formación artística formal y la mayoría de sus modelos procedía de imágenes de culto cercanas, estampas y la imaginería popular. Muy entrada en edad comenzó a recibir influencias a través de revistas o la televisión. Empleó siempre materiales próximos en el entorno: especialmente yeso y barro para las esculturas, y telas para sus hijos También empleó materiales industriales como latas de hojalata, cartón, telas, alambre y elementos naturales como ramas o su propio pelo.

## Legado
Tía Sandalia jamás vendió ninguna de sus obras, que para ella no eran sino una expresión de su amor a Dios. A su muerte su obra fue legada por sus herederos al Ayuntamiento de Villacañas. La obra conservada está compuesta por pinturas al fresco, 40 bajorrelieves, 66 esculturas exentas y 26 lienzos. Las pinturas al fresco y buena parte de las esculturas decoraban o estaban fijas a las paredes de tres de las habitaciones de su casa. Para preservarlas, en 1991 se creó un Museo municipal (el "Museo de Tía Sandalia", en la calle que lleva el nombre de "Tía Sandalia") donde se reprodujeron a escala 1:1 las tres habitaciones y se restituyeron las obras tal como se encontraban en el momento de la muerte de la artista. La Escuela de Conservación y Restauración de Bienes Culturales de Madrid fue quien se encargó de su traslado.La obra de Tía Sandalia ha sido incluido en el Museo Reina Sofía, formando parte de la exposición temporal "Esperpento. Arte popular y revolución estética" (del 9 de octubre de 2024 al 10 de marzo de 2025), junto a artistas como Juan Gris, Umberto Boccioni, José Clemente Orozco, Rosario de Velasco o Lagatijas Tiradas al Sol. La obra de Tía Sandalia protagonizaba la sección Retablos, que mostraba las apropiaciones y transformaciones de esta tipología religiosa, como es el caso de las narraciones de la vida de Tia Sandalia en sus propios retablos y altares domésticos . 